# Серково (Красносельский район)
Серково — деревня в Красносельском районе Костромской области. Входит в состав Прискоковского сельского поселения.

## География
Находится в юго-западной части Костромской области на расстоянии приблизительно 15 км на восток-юго-восток по прямой от районного центра поселка Красное-на-Волге у левого берега Волги.

## История
Известна с 1872 года, когда здесь (тогда Серковая слобода) было учтено 15 дворов, в 1907 году отмечено было 47 дворов.

## Население
Постоянное население составляло 70 человек (1872 год), 232 (1897), 123 (1907), 64 в 2002 году (русские 98 %), 46 в 2022.